# Ornament
Ornament (latinski) je, u likovnim umjetnostima, ukras, dekoracija sazdana od biljnih, životinjskih, geometrijskih ili antropomorfnih motiva.
Ornamentikom se naziva skup ornamenata koji pripadaju određenom kulturnom krugu (npr. pleterna ornamentika starohrvatske umjetnosti).
Stilovi ornamentalnih ukrasa se mogu promatrati na osnovu kulturne baštine koja je razvijala originalne uzorke dekoracija, ili je mijenjala uzorke iz drugih kultura. Drevni Egipat je prva civilizacija koja je koristila ornamente na svojim građevinama i slikama, a nastali su iz oblika biljaka iz okolice Nila, kao što su papirus ili palme koje možemo prepoznati u obliku kapitela stupova. 
Mezopotamski ornamenti su nastali pod utjecajem egipatske umjetnosti, ali imaju i originalnih oblika inspiriranih biljkama i životinjama iz Mezopotamije. Umjetnost stare Grčke je iznjedrila mnoge nove oblike ornamenata koji su varirali od dorskog, jonskog i korintskog reda u arhitekturi. Umjetnost starog Rima je preoblikovala ornamente čistih grčkih redova i prilagodila ih svojim potrebama.
Jasne razlike ornamenata možemo prepoznati u sljedećim umjetnostima:
- Bizantska umjetnost
- Islamska umjetnost i arhitektura
- Američka umjetnost
- Indijska umjetnost
- Kineska umjetnost
- Japanska umjetnost
- Predromanika
- Romanika
- Gotika
- Renesansa
- Rokoko
- Art Nouveau
- Historicizam
- Mudéjar
- Afrička umjetnost